# Graz
Graz (en eslovè Gradec) és una ciutat estatutària i la segona d'Àustria en població, amb 256.586 habitants (2009), i la capital de l'estat d'Estíria. La ciutat de Graz és travessada pel riu Mur, al sud-est d'Àustria, a uns 150 km al sud-oest de la capital austríaca, Viena. La part antiga de Graz és un dels centres històrics millor preservats d'Europa Central, i l'any 1999 la UNESCO el declarà Patrimoni de la Humanitat. Ciutat universitària per excel·lència, durant l'any 2003 fou nomenada, en solitari, Capital Europea de la Cultura. L'alcalde de la ciutat és Siegfried Nagl, del Partit Popular d'Àustria (ÖVP), que sustenta aquest càrrec des de les eleccions municipals de 2003.

## Història

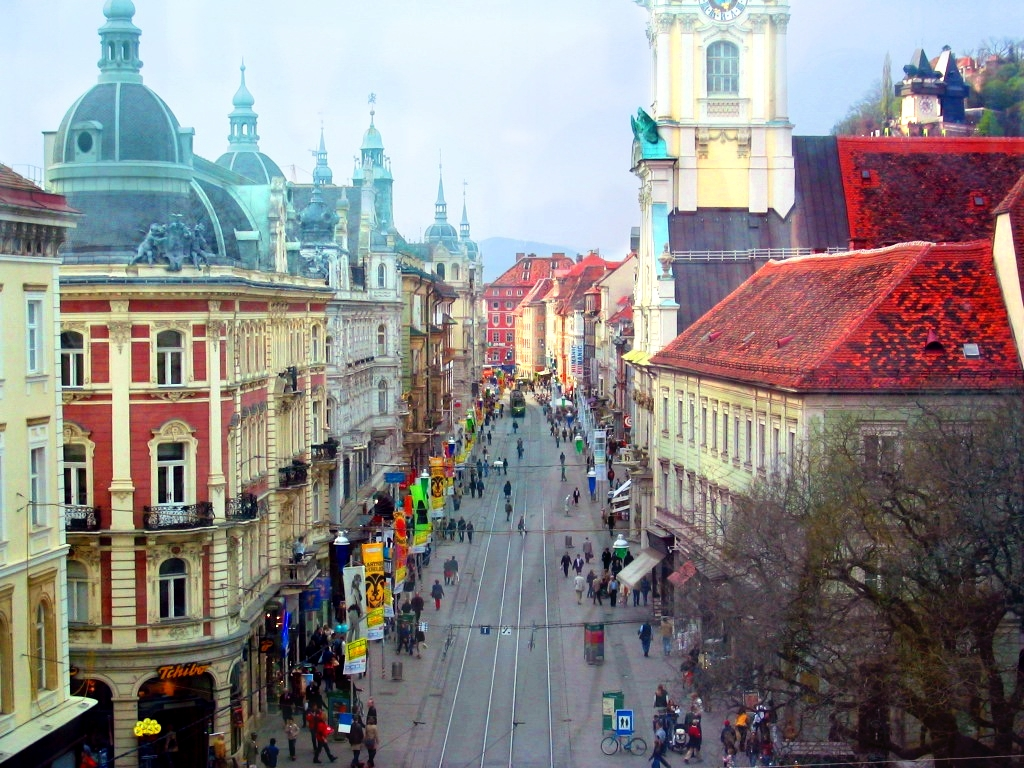
Carrer de Graz

### Neolític
Segons les restes arqueològiques trobades fins al moment, el primer vestigi de població humana conegut a Graz es remunta al Neolític, i estaria situat al costat del riu Mur i al voltant del Grazer Schloßberg, turó que conforma actualment el nucli de la ciutat antiga.

### Època antiga
Durant l'època de l'Imperi Romà no hi hauria hagut cap assentament romà en aquest nucli urbà primitiu. Les restes romanes properes més importants foren descobertes entorn de l'actual aeroport Graz-Thalerhof, encara que foren totalment destruïdes als anys 40 de la nostra era durant unes obres d'ampliació. Com a únics vestigis de l‘època s'han conservat els traçats d'algunes calçades romanes a la zona.

### Edat mitjana

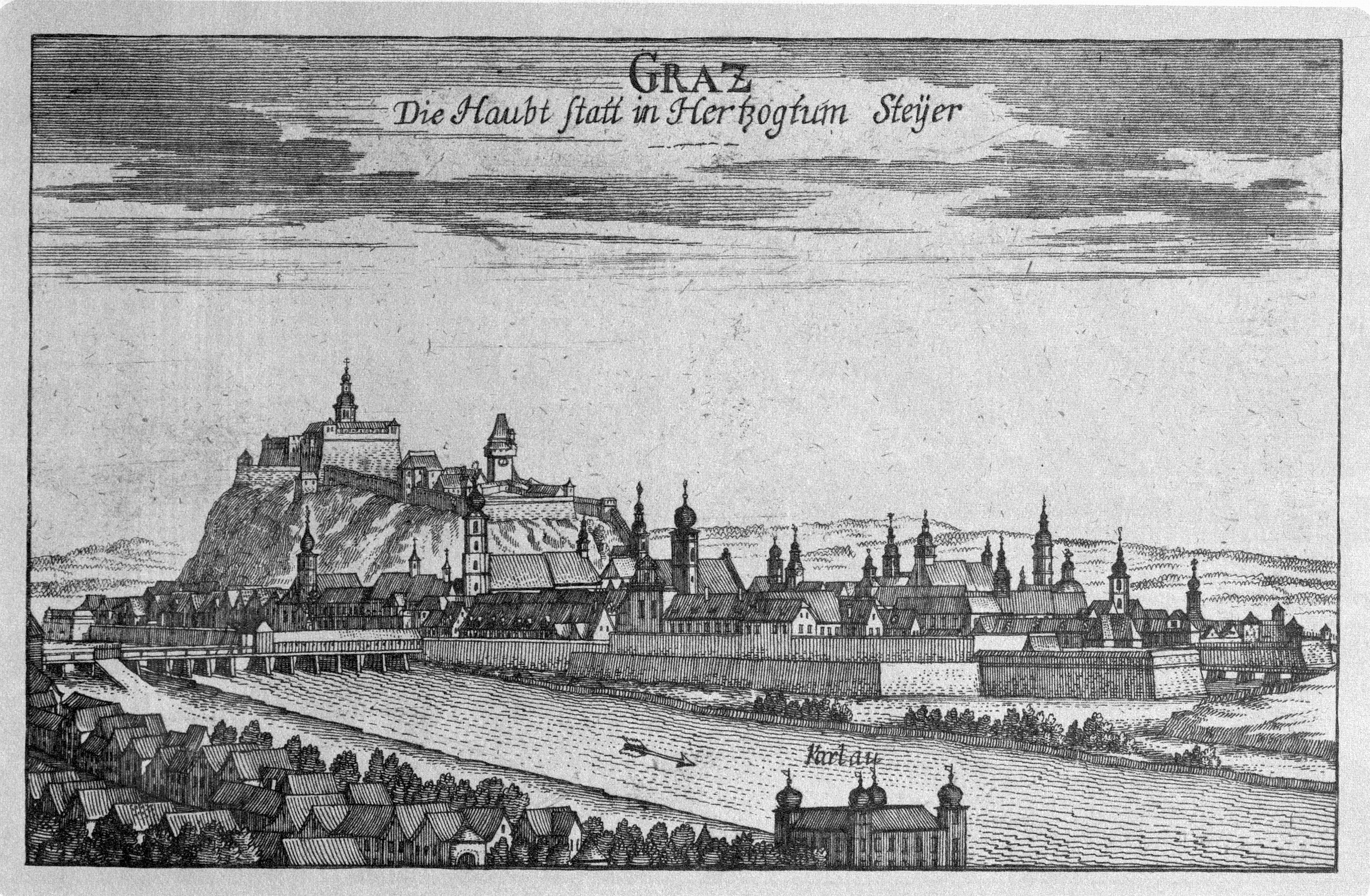
Graz, Georg Matthäus Vischer (1670)

Al segle vi els àvars de Pannònia provinents d'Àsia, aliats dels eslaus, es van establir a la zona i fundaren un kanat a la regió de l'actual Caríntia, Estíria i Carniola. Més tard, sobre el Grazer Schloßberg, construïren un castell, Burg en alemany i grad en eslovè. És precisament d'aquest nom eslau d'on prové la denominació actual de Graz, també coneguda antigament com a Grätz i Gratz. L'any 800 els àvars foren finalment derrotats per Carlemany. Al llarg del segle X els magiars (hongaresos) dugueren a terme incursions a la regió, però foren vençuts per l'emperador Otó I del Sacre Imperi Romano-Germànic a la batalla de Lechfeld (955). Per impedir que es poguessin produir més atacs es crearen marques en aquestes províncies limítrofes del Sacre Imperi Romanogermànic i així s'establí la marca d'Estíria, regió de la qual Graz passaria a ser-ne la capital al segle xii quan aquesta marca es convertí en ducat. Al llarg dels segles xi i xii la ciutat es va anar desenvolupant i va créixer en població. Es construí una nova fortalesa al Schloßberg i també sorgiren dos mercats que foren guanyant en importància, un a la zona del carrer Sackstraße, l'altre a l'actual Hauptplatz. La primera referència documentada de la ciutat es trobaria en un document escrit pel marcgravi Leopold III de Babenberg en 1128. Al segle xiii es construïren les primeres muralles de la ciutat.

#### Residència dels Habsburg
L'any 1379 Graz passà a ser la capital d'Àustria Interior (Estíria, Caríntia, Carniola, Trieste, part d'Ístria) fins a l'any 1619 i, com a conseqüència, també fou la ciutat on residien els seus governants, els Habsburg.

### Edat moderna
L'any 1585 fou fundada per Carles II d'Estíria, arxiduc d'Àustria, la primera universitat de la ciutat. Durant aquesta època la ciutat rebé la influència cultural i artística italianes i, al mateix temps, hagué d'enfrontar-se a la constant amenaça provinent del sud-est, a les ràtzies dels otomans.

#### Napoleó a Graz
A l'abril de l'any 1797, a l'inici de les guerres napoleòniques, les tropes franceses entraren a la ciutat de Graz per primera vegada. Així, s'iniciaren una sèrie d'atacs i enfrontaments que durarien de manera intermitent fins al gener de l'any 1810, quan finalment els francesos es retiraren, i deixaren darrere seu un panorama desolador amb el recinte fortificat del Schloßberg destruït. Gràcies, però, a la intervenció d'alguns ciutadans de Graz es va poder salvar la torre del rellotge, l'Uhrturm, símbol de la ciutat.

### La primera república
Després de les incursions franceses, a Graz s'inicià un període de reconstrucció i modernització. Es portaren a terme, per exemple, obres de canalització i subministrament d'aigua, es desenvolupà el ferrocarril, es fundaren institucions com la Biblioteca Nacional (Landesbibliothek) i es construí el parc principal de la ciutat, el Grazer Stadtpark.
El 12 de novembre de 1918 es proclamà la república a Àustria. L'any següent foren celebrades les primeres eleccions municipals a Graz i el socialdemòcrata Vinzenz Muchitsch fou elegit alcalde de la ciutat. Amb el tractat de Saint-Germain-en-Laye, del 10 de setembre de 1919, Estíria va perdre un terç del seu territori, cedit al Regne dels Serbis, Croats i Eslovens (Iugoslàvia), i això suposà un cop molt fort per a la ciutat, ja que Graz es convertí així en la capital d'una regió molt més petita i de menys importància de la que havia controlat fins aquell moment.

### Nacionalsocialisme i Segona Guerra Mundial
Amb l'Anschluss del 12 de març de 1938, tota Àustria passava a estar annexionada al Tercer Reich. A la ciutat de Graz, com en altres ciutats austríaques, es produïren manifestacions i mostres de suport a Hitler. El Führer visità aquesta població a principis del mes d'abril de 1938, sent aclamat pels carrers de la ciutat. Tanmateix, amb la presa del poder per part dels nacionalsocialistes, els representants d'altres partits polítics de la ciutat així com uns 2.400 habitants de Graz considerats jueus foren perseguits i els seus béns espoliats. Durant la Segona Guerra Mundial un 16% dels edificis de la població foren destruïts, però la ciutat antiga quedà intacta (només la zona del Tummelplatz, amb l'edifici de l'òpera, es veié afectada), ja que els atacs se centraren en l'estació de trens principal (Hauptbahnhof) i les instal·lacions industrials de l'oest i del sud de la ciutat.

### Segona república fins a l'actualitat
L'any 1945 s'instal·laren tropes soviètiques i més tard tropes britàniques a la ciutat, les quals restaren a Graz fins al tractat de l'any 1955. Es començà la construcció de nous ponts i s'inaugurà més tard la primera zona de vianants (1972). Amb la inclusió del municipi de Puntigam el 1988, la ciutat arribà als 17 barris que té actualment. L'any 1993 l'organització Greenpeace atorgà un premi a la ciutat, el 1999 la ciutat antiga fou declarada Patrimoni de la Humanitat per la UNESCO i, finalment, l'any 2003, Capital Europea de la Cultura.

## Transport
L'aeroport de Graz, el Flughafen Graz-Thalerhof, situat a uns 10 km al sud de la ciutat, ofereix vols cap a diferents ciutats europees, inclosa Girona.

## Geografia
Graz es divideix en 17 districtes:

- I. Innere Stadt
- II. St. Leonhard
- III. Geidorf
- IV. Lend
- V. Gries
- VI. Jakomini
- VII. Liebenau
- VIII. St. Peter
- IX. Waltendorf
- X. Ries
- XI. Mariatrost
- XII. Andritz
- XIII. Gösting
- XIV. Eggenberg
- XV. Wetzelsdorf
- XVI. Straßgang
- XVII. Puntigam

## Turisme
La ciutat antiga de Graz fou declarada Patrimoni de la Humanitat per la UNESCO l'any 1999. La majoria de llocs d'interès turístic més importants de la ciutat es troben en aquesta zona, situada al costat del riu Mur i que té com a centre el Schloßberg, turó que s'eleva uns 123m respecte a la plaça major (Hauptplatz).
- Grazer Schloßberg: aquest turó ofereix unes vistes impressionants sobre la ciutat i, a més, alberga alguns dels elements que són símbols de Graz, com l'Uhrturm (torre del rellotge) i el Glockenturm (campanar). S'hi pot pujar a peu, val la pena utilitzar l'anomenat Kriegssteig, una escala amb 260 esglaons que data de principis del segle xx; o també s'hi pot arribar en un ascensor (Schloßberglift), construït a l'interior de la muntanya; o en funicular (Schloßbergbahn).
- Murinsel: es tracta d'una plataforma artificial construïda l'any 2003 per Vito Acconci, que sura al mig del riu i que connecta les dues vores del riu.
- Rathhaus: l'ajuntament de la ciutat, es troba a la plaça major (Hauptplatz).
- Grazer Dom: la catedral, construïda el segle xv i d'estil gòtic tardà.
- Sporgasse: carrer de vianants molt inclinat, tocant al Schloßberg, i que és més antic que la mateixa ciutat. Durant l'època dels romans fou una via comercial entre la vall del Mur i la ciutat romana de Savaria, a Hongria.
- Herrengasse: el carrer comercial i de comunicació per excel·lència. Totes les línies de tramvia de la ciutat passen per aquest carrer.
- Grazer Oper: l'edifici de l'òpera, el segon més gran d'Àustria.
- Grazer Stadtpark: la major superfície verda pública de la ciutat; fou creat al segle xix.

Kunsthaus Graz és un museu especialitzat en art contemporani erigit l'any 2003, a la vora del riu Mur, i que té una forma arquitectònica molt particular.

## Universitats
La ciutat de Graz, amb els seus 40.000 estudiants, és la segona ciutat estudiantil més important d'Àustria (després de Viena). Alberga 4 universitats: 
- Karl-Franzens Universität: fundada l'any 1585, la més antiga de la ciutat i la segona més antiga d'Àustria, amb una famosa biblioteca.
- Technische Universität (Erzherzog-Johann-Universität)
- Medizinische Universität (Leopold-Auenbrugger-Universität)
- Universität für Musik und darstellende Kunst

A més a més, també s'hi poden trobar tres conservatoris i diferents escoles tècniques superiors (Fachhochschulen).

## Personatges il·lustres
Categoria principal: persones de Graz
- Ferran II del Sacre Imperi Romanogermànic (Graz 1578-Viena 1637)
- Ferran III del Sacre Imperi Romanogermànic (Graz 1608- Viena 1657)
- Johann Bernhard Fischer von Erlach (Graz 1656- Viena 1723), arquitecte del període barroc[3]
- Christian Herdtrich, jesuïta, missioner a la Xina (Graz 1625)
- Francesc Ferran d'Àustria, arxiduc d'Àustria (Graz 1863- Sarajevo 1914)
- Heinz Fischer (Graz 1938), president federal d'Àustria des de l'any 2003
- Gerhard Roth (Graz 1942), escriptor
- Robert Stolz (1880-1975) compositor.
- Louis Eller (1819-1862) compositor.
- Marie Soldat-Roeger (1867-1955) violinista.
- Richard Sahla (1855-1931) violinista, director d'orquestra i compositor.
- Heinrich Gotllieb Noren (1861-1928) violinista i compositor.
- Irene von Chavanne (1868-1938) contralt.
- Emil Scaria (1838-1886) cantant de la corda de baix.

Altres personatges molt vinculats a la ciutat són, per exemple, Johannes Kepler, Erwin Schrödinger, Jochen Rindt i Arnold Schwarzenegger.
- Wilhelm Carl Mühidoerfer (Graz, 1837) compositor
- Rafael Dressler (1784-1831) flautista i compositor

## Ciutats agermanades
- Coventry, Regne Unit, des de 1948
- Montclair (Nova Jersey), Estats Units, des de 1950
- Groningen, Països Baixos, des de 1965
- Darmstadt, Alemanya, des de 1968
- Trondheim, Noruega, des de 1968
- Pula, Croàcia, des de 1972
- Trieste, Itàlia, des de 1973
- Maribor, Eslovènia, des de 1987
- Pécs, Hongria, des de 1989
- Dubrovnik, Croàcia, des de 1994
- Banja Luka, Bòsnia i Hercegovina des de 2006
- Irapuato, Mèxic des de 2003